# Сорель, Агнесса
Агне́сса Соре́ль или Анье́с Соре́ль (фр. Agnès Sorel, ок. 1422 — 9 февраля 1450, Дама де Боте, фр. Dame de Beauté — Дама Красоты) — возлюбленная французского короля Карла VII, родилась в дворянской семье в деревне Фроманто в Турени (почему и называлась демуазель из Фроманто (demoiselle de Fromenteau)), была фрейлиной Изабеллы Лотарингской, герцогини Анжуйской, в 1431 году. Своей красотой очаровала Карла VII, сделавшего её статс-дамой королевы и подарившего ей замок Боте-сюр-Марн (Beauté-sur-Marne), вследствие чего она стала называться Дама де Боте-сюр-Марн.

## Биография
История жизни её совершенно легендарна. Одни упрекали её в расточительности, другие видели в ней продолжательницу дела Жанны д’Арк. Известно четверостишие короля Франциска I, в котором ей приписывается едва ли не главная заслуга в освобождении Франции от англичан. Несомненно, она имела благотворное влияние на короля, боролась с недостойными его любимцами и заботилась о замещении высших должностей заслуженными лицами. От короля она имела трёх дочерей, получивших титул filles de France.

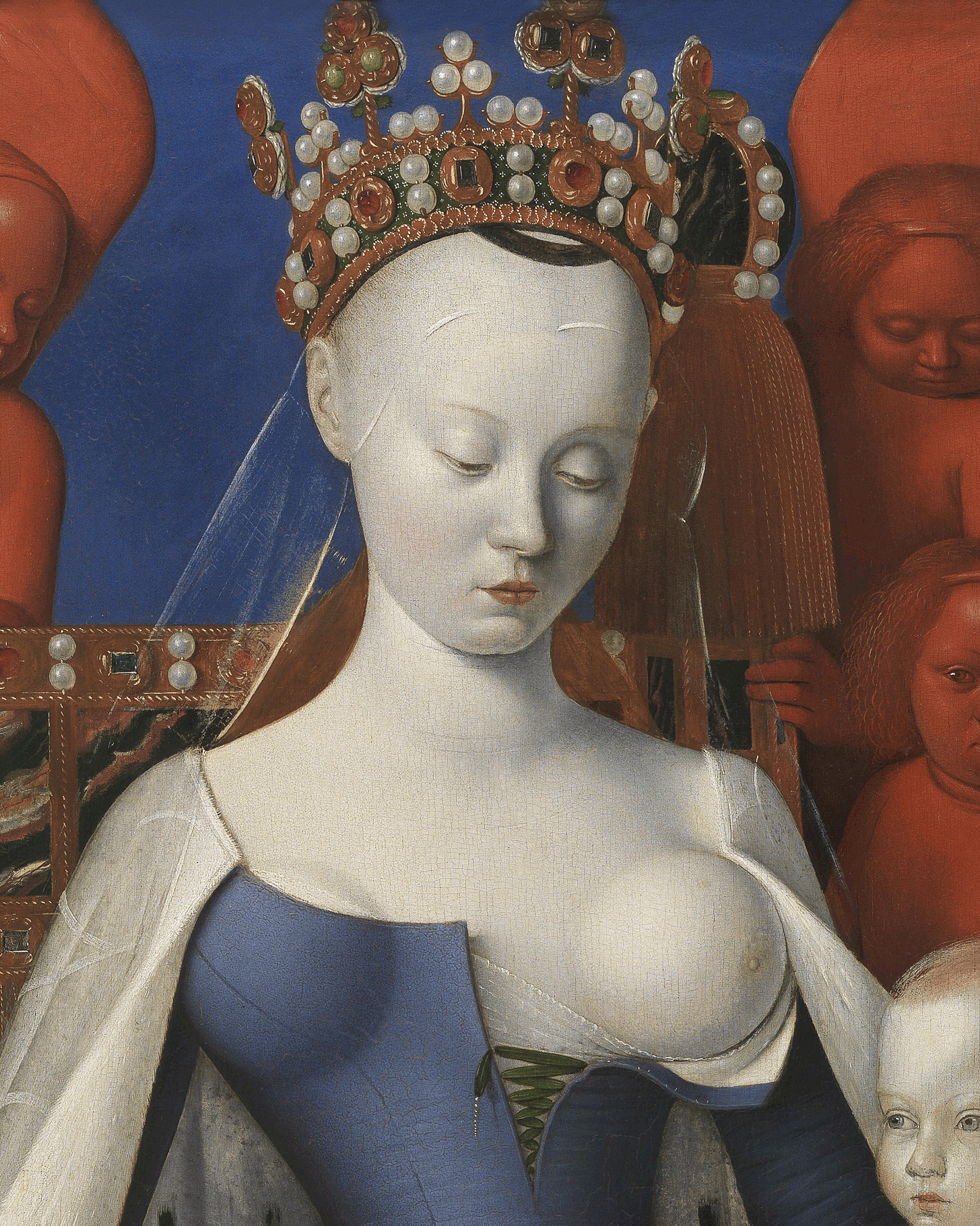
Агнесс Сорель в образе Мадонны кисти Жана Фуке

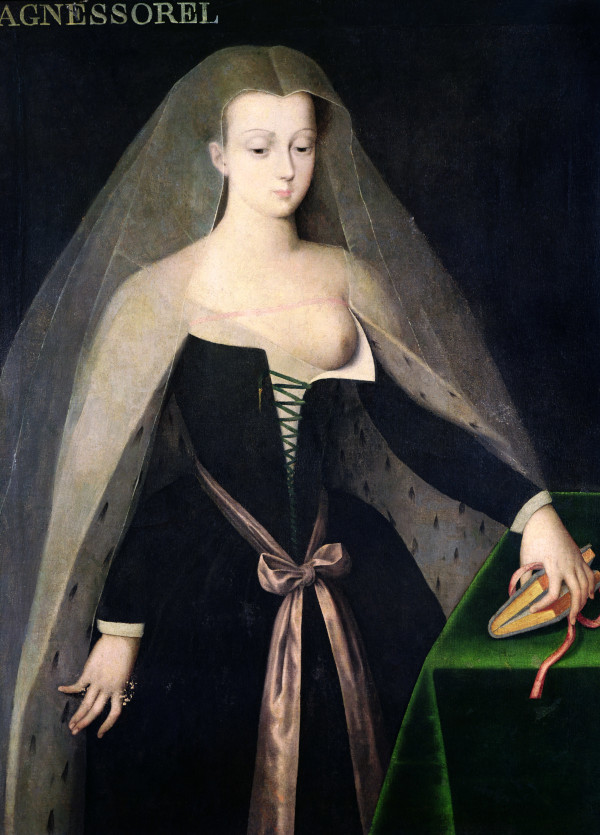
Посмертный портрет XVI века, написанный с прижизненного портрета Агнесс Сорель кисти Жана Фуке

Ей приписывают введение таких новшеств, как ношение бриллиантов некоронованными особами, изобретение длинного шлейфа, ношение весьма вольных нарядов, открывающих одну грудь; её поведение и открытое признание связи с королём часто вызывало негодование, однако ей многое прощалось благодаря защите короля и её совершенной красоте, о которой даже Папа Римский говорил: «У неё самое прекрасное лицо, которое только можно увидеть на этом свете». За свою жизнь родила трёх детей.
Будучи беременной в четвёртый раз, неожиданно умерла. Сперва предполагалось, что она умерла от дизентерии, но потом в её убийстве был обвинён Жак Кёр. Версия не нашла большой поддержки и считалась заговором против Кёра с целью его дискредитации. Сейчас учёные уверены, что смерть Сорель произошла в результате отравления ртутью. Возможно, ртуть была добавлена в пищу Сорель убийцей, но также вероятно, что ртуть попала в организм Сорель непредумышленно, так как в то время её часто добавляли в косметику.

## Дети
- Мария Маргарита Валуа (1444—1473). Муж — Оливер де Коэтиви, граф Тайбур.
- Шарлотта Валуа (1446—1477). Муж — Жак де Брезе, граф Молеврье. Их сын Луи де Брезе был мужем Дианы де Пуатье, любовницы короля Генриха II.
- Жанна Валуа (1448—1467). Муж — Антуан де Бей, граф Сансерр, сеньор де Бёй, сын Жана V де Бёя.

## В культуре
Фаворитка короля Франции Сорель — персонаж целого ряда художественных произведений, в частности, сатирической поэмы Вольтера «Орлеанская девственница», драмы Александра Дюма-отца «Карл VII у своих вассалов», опер «Орлеанская дева» Чайковского и «Сарацин» Кюи. Также она фигурирует в художественной композиции «Званый ужин» Джуди Чикаго: её имя начертано на одном из 999 изразцов «Этажа наследия» в числе наиболее известных женщин мировой истории.